# Stuk van 7-veld

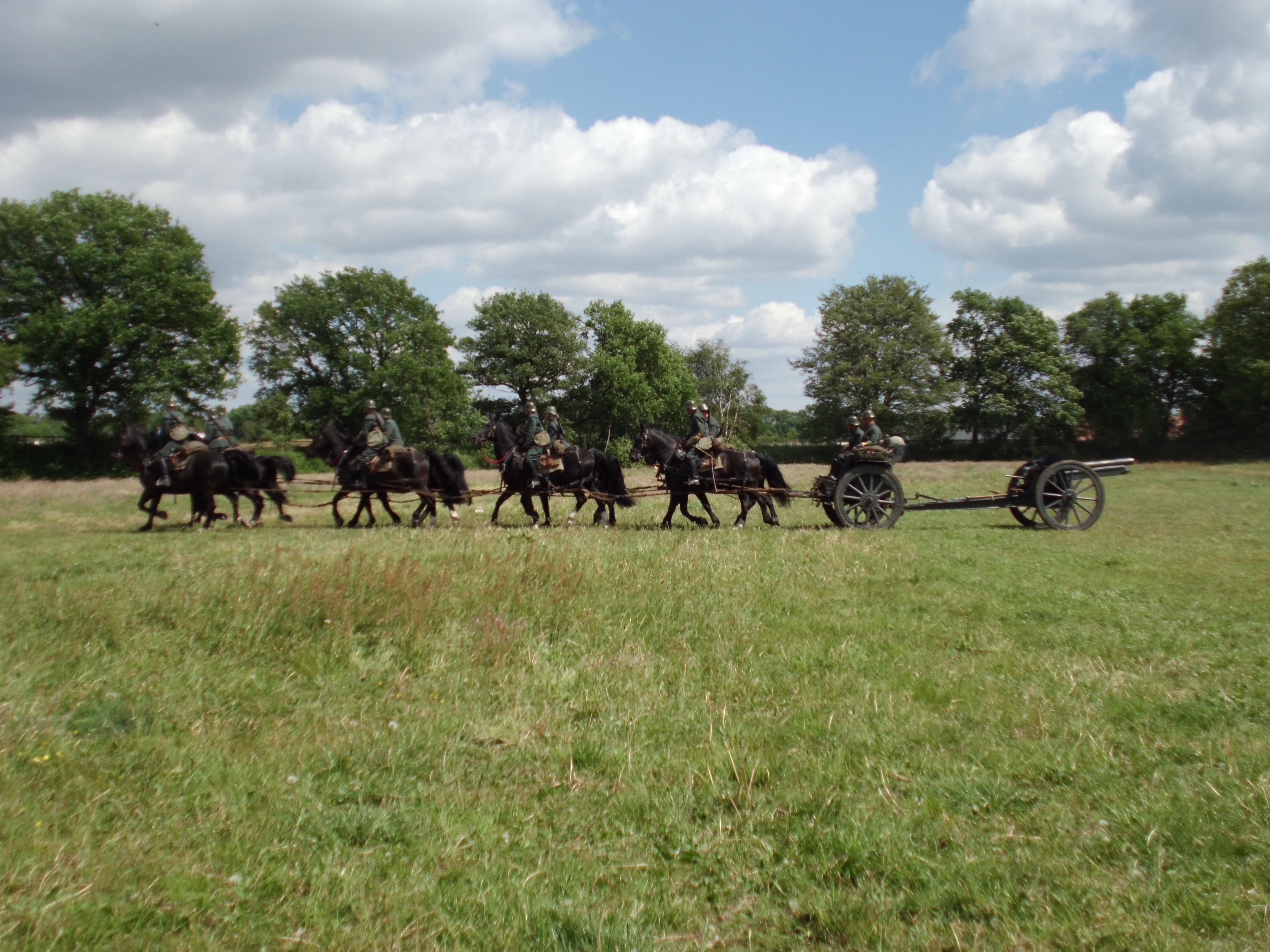
7-veld getrokken door acht paarden

Het stuk van 7-veld (ook wel: 'stuk van 7 Veld', 'kanon van 7 Veld' of kortweg '7-Veld') was een in 1904 binnen de Nederlandse artillerie ingevoerde nikkelstalen vuurmond met een kaliber van 75 mm (lengte 2.251 mm) en van het type 'geremde getrokken achterlader'. Het was gedurende beide wereldoorlogen de standaard vuurmond van de Nederlandse veldartillerie.

## Voorgeschiedenis
Stalen geschut werd pas einde 19e eeuw ontwikkeld nadat er grote vorderingen waren gemaakt in het smelt- en smeedproces van ijzer en staal. Stalen geschut verving in die periode massaal het bronzen en gietijzeren geschut dat krijgsmachten toentertijd vooral in hun arsenalen hadden staan. Einde 19e eeuw ontstonden uit staal opgebouwde legeringen, die nog beduidend geschikter waren voor vuurmonden dan het eerdere gewone staal. Met name het toenmalige nikkelstaal, thans behorende tot de roestvast staalsoorten, zorgde voor wederom een nieuwe generatie geschut. Duurzaamheid, bereik, accuratesse en snelvuurcapaciteit werden door toepassing van nikkelstaal verbeterd. Het zorgde voor een generatie geschut die in 1940 door alle belligerenten in de strijd zou worden ingezet.
De hydraulisch geremde vuurmond was rond de wisseling van de eeuw ontworpen door de firma Krupp als Modell 1903 FG. Het was bedoeld als licht veldgeschut voor vuur met directe en indirecte richting ter ondersteuning van de infanterie. Er waren meerdere varianten van dit geschut, onder meer ook als vestingwapen, waarvan Nederland er ook enige aanschafte voor forten, het zogenaamde kazematgeschut, alsmede als kust- en havengeschut. Meerdere landen schaften het desbetreffende Krupp model (en afgeleiden) aan, waaronder België (Krupp Modell 1905).
De vuurmond behoorde tot het zogenaamde snelvuurgeschut, dat meer dan zes granaten per minuut kon afvuren gedurende enige minuten lang en enige graden kon traverseren (draaien) op de affuit zonder omzetten van het geheel. Er was sprake van een gelede affuit, waardoor de schietbuis individueel in een geleide constructie van de rest van de vuurmond kon bewegen. Het was een door een hydraulische reminrichting geremde vuurmond, waarbij alle actie door de reminrichting werd gecompenseerd en de schietbuis automatisch terugkwam in de oorspronkelijke positie. Zodoende kon snel worden herladen en behoefde niet te worden nagericht (het opnieuw richten van het stuk). De vuurmond was oorspronkelijk bedoeld om door paarden te worden getrokken en verplaatst, maar werd voor gebruik van de zeer mobiele Lichte Divisie in 1939 voorzien van een as met twee rubberen banden, wat de vuurmond een zeer modern uiterlijk gaf.
Nederland kocht 204 vuurmonden van het veldgeschuttype rechtstreeks bij Krupp (en Werkspoor licentie aanmaak) en maakte aanvullend daarop nog minstens 88 stuks in licentie bij de Artillerie-Inrichtingen aan. Er werden door Werkspoor nog een 18 stuks aangemaakt met een afwijkend model met een zwakkere koolstofstalen schietbuis (model 7-veld AM), deels naderhand gebruikt als rivierbatterijen. De eerste 204 vuurmonden waren een initiële aanschaf, terwijl de in de jaren na de Eerste Wereldoorlog diverse opdrachten tot uitbreiding van het arsenaal tot de vervolgaankopen aanleiding gaven. Er zijn aanwijzingen dat tijdens de mobilisatie van 1939-1940 nog enige vuurmonden door de Artillerie- Inrichtingen werden vervaardigd, maar de bewijzen daarvoor ontbreken.

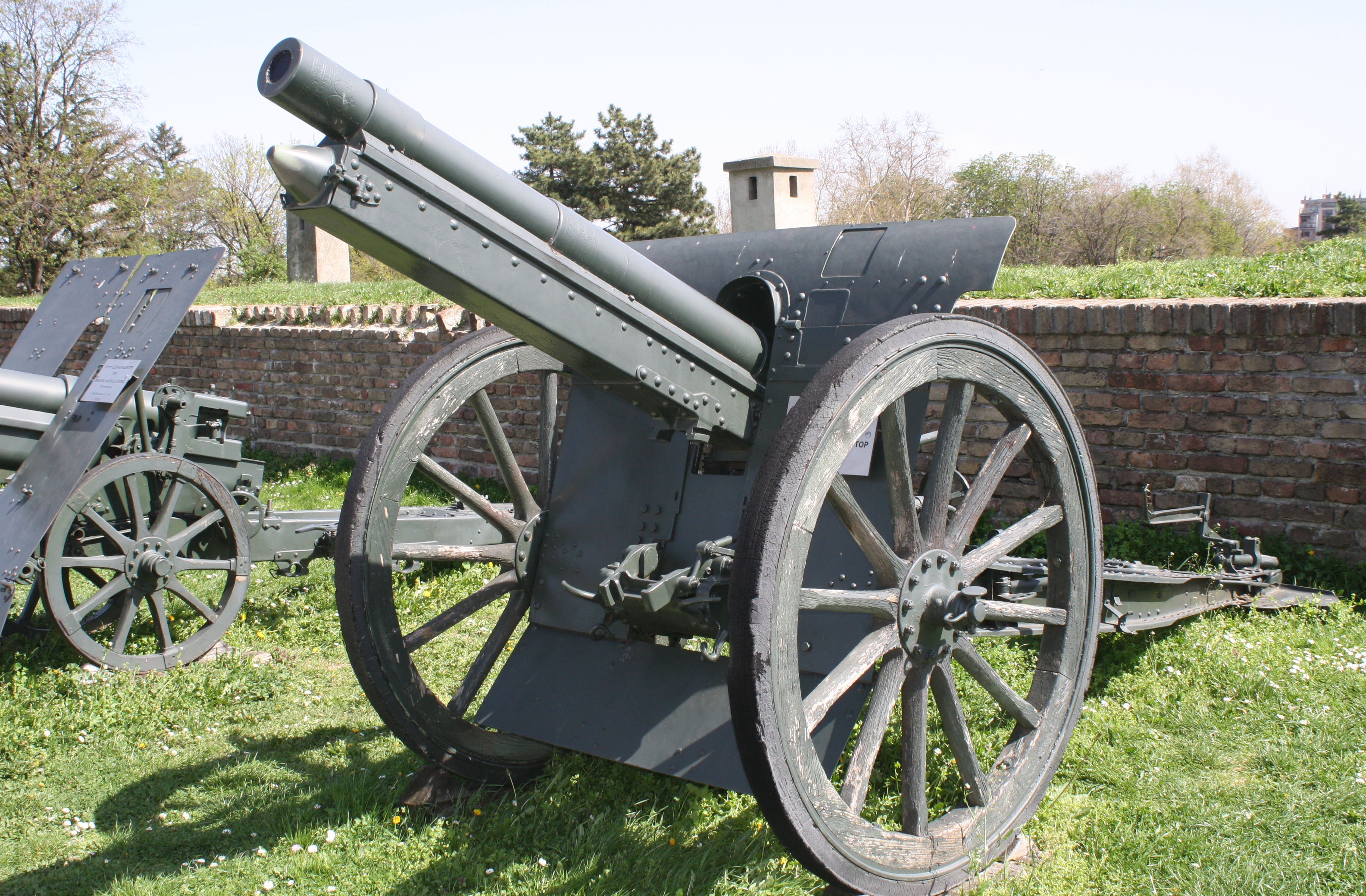
Stuk van 7-veld Siderius M.02/04

De oorspronkelijke vuurmond schoot met een gescheiden lading (projectiel en drijflading gescheiden geladen) en had een bescheiden bereik van ca. 6.500 m. In de jaren twintig werd in opdracht van de Artillerie-Inrichtingen door de Hollandse firma Hollandsche Industrie- en Handelmaatschappij HIH (later HIH Siderius), een dochteronderneming van het Duitse Rheinmetall, geëxperimenteerd met een vergroting van de affuit, zodat de elevatie van de vuurmond kon worden vergroot. Daarmee kon het bereik toenemen. Zodoende werden vrijwel alle ruim 300 stukken 7-veld voorzien van het verbrede affuit. Bovendien werd met verlenging van de schietbuis, vergroting van de verbrandingskamer en andere patronen en ladingen geëxperimenteerd. De proeven leidden uiteindelijk niet tot verlenging van de schietbuizen, maar wel tot de introductie van een slanke eenheidspatroon voor de langste dracht en vergroting van de verbrandingskamer om een zwaardere lading en eenheidspatroon te kunnen aanbrengen. Deze ingrepen maakten dat de oorspronkelijke dracht van 6.500 m werd vergroot tot maximaal 10.200 m (uitsluitend met de slanke brisantgranaat). Als zodanig werden vrijwel alle vuurmonden door HIH aangepast in de tweede helft van de jaren twintig. Daarmee was de 7-veld een moderne vuurmond gebleven in de klasse van licht veldgeschut.
De 7-veld vuurmond werd ingedeeld als standaard veldgeschut bij alle veldleger artillerieregimenten. Bij ieder stamregiment waren twee afdelingen (met elk drie batterijen van vier stukssecties) met 7-veld uitgerust en een derde afdeling met drie batterijen 12 cm of 15 cm houwitsers. De 7-veld werd bovendien - later met rubberen banden in plaats van houten raderen - ingezet bij het Korps Rijdende Artillerie, dat bij de Lichte Brigade (later Lichte Divisie) was ingedeeld en vier batterijen 7-veld telde, verdeeld over twee afdelingen.
Voor de 7-veld waren diverse munitiesoorten beschikbaar: eenheidspatroon van 7,73 kg, een brisantgranaat van 6 kg, een brisantgranaatkartets van 6 kg, een later ingevoerde pantserbrisantgranaat en een losse patroon.
Gedurende de jaren dertig werd onderkend dat de 7,5 cm artillerie onvoldoende uitwerking had voor sommige taken. Daarom werd het stuk van 10-veld in de jaren twintig aangeschaft bij Bofors. De aanschaf van deze verdragende 10,5 cm vuurmonden betrof echter slechts een beperkt aantal, maar de ervaringen waren erg positief. In de jaren dertig wenste men dit contingent aanzienlijk te vergroten, zodat de rol en taak van de 7-veld zou worden verlicht. De aanschaf van meer 10,5 cm geschut werd echter veel te laat ingezet, zodat uiteindelijk alleen in Duitsland nog een bestelling kon worden geaccepteerd. Behoudens acht vuurmonden van Krupp voor oefendoeleinden, werd de rest van de levering van 120 stuks door de Duitsers geblokkeerd. Het was toen vroeg in het voorjaar van 1940 ...

## Mei 1940
Het Nederlandse leger beschikte in mei 1940 over minstens 306 vuurmonden van het type 7-veld. Mogelijk was er kort voor de meidagen van 1940 een extra aanmaak door de Artillerie-Inrichtingen vrijgekomen, waarvoor echter geen sluitend bewijs kan worden gevonden. Zeker is wel dat de Artillerie-Inrichtingen de opdracht hadden voor de aanmaak van 38 stuks. Er zijn in ieder geval slechts 311 serienummers bekend (nos 1-311), waarvan er vijf ontbraken en mogelijk waren afgevoerd van de sterkte, als testvuurmond dienst hadden gedaan of anderszins waren afgeschreven.
In de oorlogsorganisatie in mei 1940 werden 26 afdelingen 7-veld ingedeeld, waarvan 22 met drie batterijen van ieder vier stukken en 4 met slechts twee batterijen. Zij vertegenwoordigen een totaal van 296 stukken 7-veld. Van de stukken AM - met de zwakkere schietbuis - waren er enige ingedeeld als rivierbatterij, onder meer bij de Grebbeberg. Er was een onbekend (klein) aantal stukken bij de Artillerie-Inrichtingen. Enkele daarvan waren in revisie, maar een aantal was nieuwe aanmaak.
De regimenten artillerie (RA) met twee afdelingen 7-veld geschut waren: 1.RA t/m 8.RA, 16.RA, 17.RA, 22.RA en 23.RA alsmede het Korps Rijdende Artillerie (KRA, of 21.RA) dat bij de Lichte Divisie was ingedeeld.
Zodoende waren er ten tijde van de Duitse inval 74 batterijen 7-veld actief, met in totaal 296 vuurmonden. Deze batterijen bestonden uit een staf met een munitietrein en vier stukssecties met ieder een 7-veld vuurmond. De sterkte van een batterij was organiek ca. 140-145 man. Iedere afdeling had een staf van ca. 120 man. Een totale 7-veld afdeling bestond dus doorgaans uit ca. 575 man. Menig afdeling of batterij was echter aanzienlijk onder sterkte in mei 1940.
De 7-veld was in mei 1940 geschikt voor het moderne gevecht, zij het dat hij te licht was voor de vele taken die werden opgedragen. De vuurmond was vooral geschikt voor infanteriebestrijding en het bestrijden van zichtdoelen met directe richting. Voor het bestrijden van veldversterkingen of artilleriebestrijding was de vuurmond veel te licht. Daarvoor was 15 cm geschut vereist, dat in het Nederlandse leger te weinig voorradig was. Desalniettemin was de 7-veld effectief en accuraat en zeer geschikt voor de directe infanterieondersteuning, waarvoor hij meestal werd ingezet. De bestrijding van hardere doelen was voor deze vuurmond ook een mogelijkheid, waarbij de pantserbrisantgranaat noodzakelijk was. Die was niet overal voorhanden. Daar waar dit wel het geval was, was de 7-veld in staat alle Duitse pantserwagens en tanks op korte afstand effectief te bestrijden.
De Duitsers hebben de in beslag genomen 7-veld kanonnen voor een gedeelte opnieuw benut bij kustdefensies. Onder meer met de type aanduiding 7,5 cm Feldkanone 243(h).

## Specificaties
- Kaliber: 75 mm
- Lengte schietbuis: 2.251 mm (= kaliber lengte 30)
- Massa: 1.250 kg (vuurgerede vuurmond, na modificaties)
- Massa schietbuis met sluitstuk: 350 kg
- Vuursnelheid: 6-8 schoten per minuut (tot vijf minuten)
- Maximum bereik: 10.600 m (slanke brisantgranaat)
- Munitietype: eenheidsmunitie (patroon, slanke bg) voor lange dracht, gescheiden munitie voor korte en middellange dracht
- Munitiesoort: brisantgranaat, brisantgranaatkartets, pantserbrisantgranaat, losse (oefen)patroon
- Mondingssnelheid: 520 m/s (slanke brisantgranaat)
- Rem: hydraulisch geremd, gelede affuit
- Bediening: 6 man plus stukscommandant
- Tractie: 4-6 paarden of tractor/TraDo